# 谷高
谷高（？—？年），河南開封府祥符縣軍籍，陕西西安府咸阳县人。明朝政治人物。

## 生平
弘治十七年（1504年）甲子科河南乡试舉人，正德九年（1514年）甲戌科二甲第五十八名進士，授刑部主事，升刑部广西司员外郎，十四年十月升山西按察司佥事。嘉靖初升江西布政使司左参议，十二年（1533年）五月升山东按察司副使。